# Ébreuil
Ébreuil település Franciaországban, Allier megyében. Lakosainak száma 1292 fő (2022. január 1.). Ébreuil Bègues, Chouvigny, Gannat, Lalizolle, Saint-Bonnet-de-Rochefort, Sussat, Vicq, Champs és Saint-Quintin-sur-Sioule községekkel határos.

## Népesség
A település népességének változása:
| Lakosok száma | 1347 | 1222 | 1148 | 1261 | 1270 | 1252 | 1265 | 1270 | 1269 | 1292 |
|               | 1968 | 1982 | 1990 | 2006 | 2013 | 2015 | 2017 | 2019 | 2020 | 2022 |